# Dialecto
En lingüística, la palabra dialecto hace referencia a una de las posibles variedades de una lengua; frecuentemente se usa el término dialecto para referirse a una variante geográfica de una lengua asociada con una determinada zona (de ahí que también se use como término sinónimo la palabra geolecto o, en terminología de Eugenio Coseriu, las expresiones variedad sintópica y norma espacial).[cita requerida] El número de hablantes y el tamaño de la zona dialectal pueden ser variables y un dialecto puede estar, a su vez, dividido en subdialectos (o hablas).[cita requerida]
Para el académico y profesor visitante en la Universidad de California, Manuel Alvar, considerado uno de los expertos en «geografía lingüística», alejándose de asociación de «hechos políticos con hechos lingüísticos» busca criterios científicos por los cuales considera, tras una larga argumentación, que, a este respecto, es procedente definir varios conceptos que no deben confundirse. A saber:
1. Lengua que define como «sistema lingüístico del que se vale una comunidad hablante y que se caracteriza por estar fuertemente diferenciado, por poseer un alto grado de nivelación, por ser vehículo de una importante tradición literaria y, en ocasiones, por haberse impuesto a sistemas lingüísticos de su mismo origen».[4]
2. Dialecto que define como «un sistema de signos desgajado de una lengua común viva o desaparecida, normalmente, con una concreta limitación geográfica, pero sin una fuerte diferenciación frente a otros de origen común».[5][6]
3. Habla regional que define como «las peculiaridades expresivas propias de una región determinada cuando carezcan de la coherencia que tiene el dialecto».[7]
4. Habla local que define como «estructuras lingüísticas de rasgos poco diferenciados, pero con matices característicos dentro de la estructura regional a la que pertenecen y cuyos usos están limitados a pequeñas circunscripciones geográficas, normalmente con carácter administrativo (municipio, parroquia, valle)».[7]

## Evolución del concepto
Independientemente de la antigüedad del término, su uso lingüístico se inicia a finales del siglo XIX cuando la lingüística histórica dio paso a la aparición de la dialectología como disciplina lingüística dedicada específicamente a las variedades geográficas de las lenguas.
Los dialectos han de ser entendidos como variantes geográficas condicionadas históricamente, esto es, la historia de los contactos lingüísticos es el factor que determina la diferenciación dialectal. Como causas de la variación dialectal se señalan, habitualmente, las siguientes:

1. El origen de los pobladores que, hablando la misma lengua, ya presentaban diferencias dialectales de origen;
2. La influencia de otra lengua sobre una parte del dominio lingüístico; y
3. La separación territorial que da lugar a evoluciones diferenciadas.

Con todo, la delimitación del concepto de dialecto es un proceso delicado en lingüística, porque exige una adecuada caracterización de la lengua del territorio, la precisión de su filiación histórica y unos rigurosos análisis sociolingüísticos y estudios de actitudes lingüísticas por parte de los hablantes. Además, obliga a manejar también un determinado concepto de lengua, respecto del que se define el primero, algo que no está tampoco exento de dificultades.
Como elemento añadido a la hora de dificultar la precisión conceptual de ambos términos, históricamente, la política lingüística de determinadas comunidades ha podido usar la palabra dialecto con un valor peyorativo, con el objeto de privilegiar como vehículo de expresión oficial a una determinada lengua en perjuicio de otra u otras a las que, como forma de descalificación, se les ha aplicado dicho término; en este otro sentido de la palabra, dialecto haría referencia a un sistema lingüístico que no alcanza la categoría de lengua.

## El concepto de dialecto
Al igual que ocurre con el caso de lengua, las definiciones del término dialecto no son muchas veces coincidentes entre los especialistas. 
Con todo, se asume como principio básico que, lingüísticamente, no hay justificación para una distinción entre las realidades a las que ambos hacen referencia; esto es, tanto un dialecto como una lengua son «lenguas», en el sentido de sistemas de comunicación verbales, por lo que la explicación y justificación de ambos conceptos debe hacerse teniendo en cuenta criterios extralingüísticos. Un dialecto, por tanto, sería una variedad regional derivada de otra lengua matriz. El castellano, gallego o catalán serían, por tanto, dialectos del latín independientemente de su categorización como lenguas. El andaluz o murciano serían dialectos meridionales del castellano, en cuanto derivan y son variantes lingüísticas del idioma castellano sin llegar a tener el rango necesario para considerarse lenguas independientes del español.
Manuel Alvar, con todo, reconoce como posible esta acepción de dialecto, que sería la de sistema lingüístico que no alcanza la categoría de lengua; a tal efecto, previamente identifica las lenguas con sistemas bien diferenciados y nivelados en su norma de su uso, y que poseen una tradición literaria relevante. Por lo demás, por debajo del dialecto estarían conceptos más específicos como habla regional (peculiaridades expresivas de una zona sin la coherencia del dialecto) y habla local (un conjunto de rasgos poco diferenciados pero característicos de una muy concreta zona geográfica).

### Aspectos históricos
El estudio de la evolución de las lenguas a lo largo del tiempo, conocido como lingüística histórica, permitió descubrir que las lenguas modernas emparentadas provienen, a su vez, de otras lenguas que también se habían desarrollado a partir de la fragmentación de alguna lengua más antigua. 
En este sentido, cualquier lengua no deja de ser, en sí misma, un dialecto, en tanto que todas las lenguas provienen de otras, de las que han sido o son variantes en una geografía determinada. Esta otra acepción de dialecto se considera, en ocasiones tan importante como la de «variante geográfica»:

Hay dos acepciones principales de dialecto. Una es la que lo considera como lengua derivada de otra. Así, el francés es un dialecto del latín, el cual a su vez es un dialecto del indoeuropeo; o bien el español, el catalán, el francés, el italiano, etc. son dialectos del latín, mientras que el latín, el griego, el persa, el sánscrito, etc. son dialectos del indoeuropeo. Esta acepción suele funcionar en el ámbito del historicismo y, por tanto, dialecto es un término técnico de la lingüística históricocomparativa. La otra acepción de la palabra lo define como variedad geográfica dentro de una misma lengua.

Más específicamente una lengua histórica, documentada durante milenios en general consiste en diferentes estadios históricos, que lingüísticamente difieren entre sí en fonología, gramática y léxico. Cada uno de esos estadios se denomina variedad diacrónica de la lengua.

### Aspectos político-sociales
La historia de las lenguas explica también que

por razones distintas (políticas, sociales, geográficas, culturales), de varios dialectos surgidos al fragmentarse una lengua hay uno que se impone y que acaba por agostar el florecimiento de los otros. Mientras el primero se cultiva literariamente y es vehículo de obras de alto valor estético, hay otros que no llegan nunca a escribirse, y, si lo son, quedan postergados en la modestia de su localismo. Mientras el primero sufre el cuidado y la vigilancia de una nación, los otros crecen agrestemente.

Este devenir histórico es, la mayor parte de las veces, el responsable de la ambigüedad con que se suelen utilizar, al menos popularmente, los términos de lengua y dialecto: hay casos en que un dialecto en origen termina por ser considerado lengua por una decisión político-social (tal podría ser el caso del valenciano) y, de igual modo, una lengua en origen (el gallego, por ejemplo), estuvo durante siglos (los llamados Séculos escuros) estigmatizada con su consideración como dialecto.
En este sentido, el aforismo atribuido a Max Weinreich que dice que «Una lengua es un dialecto con un ejército y una marina», sería un reflejo sintético de esa apreciación. 
La endeblez científica de una distinción basada en aspectos de ese tipo se comprueba si se piensa en que las fronteras políticas no delimitan las líneas del uso de la lengua ni de su comprensibilidad. 
El inglés y el serbocroata son un buen ejemplo de esto. Estos idiomas tienen tres variantes principales consideradas como estándares: el inglés de Reino Unido, Estados Unidos y Australia (otras variantes, como el inglés de Belice, Nigeria e India son llamadas «variantes indígenas»). El serbio y el croata por otra, junto con otras variedades no tan habladas, son mutuamente inteligibles. Por razones políticas, analizar estas variedades como «lenguas» o «dialectos» produce resultados inconsistentes: el inglés británico y el inglés americano, hablados por grandes aliados políticos y militares, son considerados casi universalmente como dialectos del inglés. Sin embargo, los idiomas estándar de Serbia y Croacia, cuyas diferencias son comparables en número con las diferencias entre el inglés británico y el inglés americano, son considerados por muchos lingüistas de la región como idiomas diferenciados, aduciendo entre otras razones que usan alfabetos distintos; pero en buena parte se debe a que la relación entre ambos países es conflictiva, teniendo en la religión (católica entre los croatas, ortodoxa entre los serbios) un signo de identidad diferenciada.
Existen discrepancias sobre si el idioma macedonio es un idioma o un dialecto, hay quien lo considera mutuamente inteligible con el búlgaro. Es considerado un dialecto del búlgaro principalmente en Bulgaria y un idioma independiente principalmente en la propia Macedonia del Norte.
En el Líbano, el partido político Guardianes de los Cedros, que se opone a los lazos que unen el país con el mundo árabe, se está movilizando para que el «libanés» sea considerado como una lengua distinta del árabe, y no un simple dialecto, e incluso pretende reemplazar la escritura árabe por una resurrección del antiguo alfabeto fenicio.
En España, algunas organizaciones valencianas y baleares consideran sus respectivas lenguas como diferentes del catalán, a pesar de que existe un reconocimiento institucional y académico con relación a que tanto el valenciano como el balear son variedades del occitanorromance. El carácter altamente político de estas discusiones no es nuevo:

El filólogo y lingüista catalán Antoni Badia Margarit, rector de la Universidad de Barcelona, dejó escrito en su "Gramática Histórica Catalana" (1952): “No es el catalán una lengua románica que siempre haya estado entre las lenguas con personalidad propia: todo lo contrario, era considerado como una variedad dialectal de la lengua provenzal, y sólo desde hace relativamente poco, ha merecido la categoría de lengua neolatina independiente”.

A lo largo de la historia, han surgido casos de alteraciones de variedades del habla por razones políticas. En el siglo XIX, por ejemplo, los nacionalistas noruegos crearon el nynorsk a partir de un conjunto de dialectos seleccionados en el oeste del país y menos influidos que los dialectos orientales por el danés y el sueco durante la ocupación danesa y sueca.

### La cuestión del prestigio
Cuando la disputa se da entre dialectos del mismo idioma, surge el concepto de dialecto de prestigio (o variedad de prestigio), que es la que se asocia en una comunidad que tenga más de un dialecto, con aquel empleado por grupos de hablantes que ocupan una posición socialmente prestigiosa (élites económicas, culturales, sociales). En consecuencia, de esta condición social, el dialecto de prestigio suele emplearse en las situaciones formales, como la diplomacia, como también es, por su asociación con las élites, el dialecto que más influencia ejerce en la definición de la lengua estándar. Dicho dialecto de prestigio suele basarse o estar influido por producciones escritas reconocidas dentro de la comunidad, como es el caso del Corán para el árabe o la traducción de la Biblia de Lutero para el alemán.
En contraposición a este dialecto de prestigio existe el llamado dialecto vernáculo, que es el lenguaje «hablado en casa». Según la impronta de la vida pública en la vida privada en una sociedad, este dialecto vernáculo será más cercano o lejano al dialecto estándar. En los países árabes, por lo general, el dialecto estándar no es hablado por casi nadie en el ambiente doméstico. En los países nórdicos el vernáculo y el estándar son casi idénticos en las capitales (Oslo o Estocolmo) y muy distintos en la provincia (en Tromsø o Malmö).
A veces los dialectos hablados por diferentes estratos sociales, puede diferir notoriamente, y en ese caso se usa el término sociolecto o variedad diastrática, para nombrar a cada uno de los dialectos empleados por diferentes clases o estratos sociales.

### La ambigüedad del término
Esta vaguedad conceptual, por lo menos en un ámbito no especializado, tiene también parte de su origen en que, etimológicamente, la palabra dialecto no mantiene vínculo alguno con cuestiones geográficas:

Sin calificativo, la noción es neutra y genérica, equivale a variedad, a norma [...] Esto explica que en estos últimos años haya empezado a reemplazarse su sentido de variedad geográfica por la más explícita noción de geolecto.

La explicación histórica, que en sí misma refleja la dificultad del problema terminológico, es que la lengua griega de la antigüedad era, en realidad, un grupo de variedades locales distintas (jónico, dórico y ático) que evolucionaron de forma divergente desde una misma lengua común originaria, llegando a tener cada una de ellas su propia tradición literaria y sus propios contextos culturales de uso: el jónico para la historiografía, el dórico para las obras corales y líricas, y el ático para la tragedia. Con el tiempo, el griego de la gran metrópolis, Atenas, se convirtió en la koiné o lengua «común», esto es, en la norma de la lengua hablada, como una síntesis de las distintas variedades que terminaron por converger en el dialecto del centro administrativo y cultural más importante. Así, pues, esa situación se convirtió en un modelo para la ambigua utilización de los términos lengua y dialecto: lengua como la norma lingüística o grupo de normas relacionadas y dialecto como cada una de esas normas de forma independiente.
Consecuentemente, en la actualidad la palabra dialecto se puede encontrar aplicada a cualquier variedad de lengua. En francés, por ejemplo, se distingue entre dialecte y patois, el primero con el sentido de variedad regional asociada a una tradición literaria y el segundo a aquella variedad de ese tipo, pero sin tradición literaria, con un uso habitual de tipo peyorativo, esto es, con una valoración inherente de inferioridad. Por lo demás, el francés estándar no se ve como dialecto del francés, cosa que sí ocurre en inglés. No obstante, en esta lengua, los sentidos de la palabra dialecto se diversifican: dialect sirve tanto para referirse a las variedades locales del inglés, como para los distintos tipos de habla informal, de clase baja o rural. En otras ocasiones, incluso, puede referirse a una variedad no estándar o, a veces, subestándar, con valores de inferioridad. En este sentido, lengua y dialecto pueden ser casi intercambiables.
Este uso popular de los términos cuenta también, a veces, con el refrendo del uso por parte de lingüistas que, con el deseo de subrayar las relaciones entre todas las variedades de una lengua, utilizan el término dialecto para referirse tanto a los dialectos geográficos o espaciales, como a los dialectos sociales u otros (los llamados sociolectos). No obstante, las obras generales de dialectología abordan exclusivamente el dialecto como variante geográfica, siguiendo la opinión de Eugenio Coseriu y otros lingüistas que reservan ese término solo para esa variedad, al destacar la relevancia de las variedades geográficas de una lengua frente a otro tipo de variedades (sociales y comunicativas), por cuanto un dialecto así entendido constituye un sistema lingüístico completo (desde el punto de vista gramatical), frente a la parcialidad o asistematicidad de los niveles y registros de una lengua.
En todo caso, y aunque se ha llegado, incluso, a negar la legitimidad del concepto de dialecto por la dificultad de marcar las fronteras de uso, generalmente se considera que la vinculación a una geografía determinada es un factor que permite diferenciar variedades dentro de una lengua, por lo que el término dialecto es el que se suele usar en lingüística para tal concepto.

### La percepción de los hablantes
Simultáneo a este factor, el concepto de dialecto lleva aparejado un factor de «concienciación», en el sentido de que los hablantes suelen tener una percepción más o menos clara respecto de la variedad que usan; esta percepción de los hablantes, unida a unas características lingüísticas determinadas, permite a la sociolingüística identificar a los dialectos como realidades lingüísticas distinguibles de otras. En consecuencia, es preciso recordar que

un dialecto existe cuando los hablantes se consideran miembros de una comunidad de habla dialectal circunscrita a un determinado territorio, es decir, cuando consideran que su variedad está suficientemente diferenciada de otras y cuando interpretan y valoran de forma semejante la variación sociolingüística.

### La valoración peyorativa
Por último, en la lengua habitual el término aparece muchas veces connotado con valores peyorativos.

Según esta concepción, hay lenguas y dialectos. Estos últimos [serían] «inferiores» a las lenguas. Los criterios empleados por los no-lingüistas para establecer la línea fronteriza son muy diversos y casi siempre, científicamente, inmanejables. Figuran, entre otros, el mayor o menor número de hablantes, la extensión geográfica, la riqueza, pobreza o ausencia de tradición literaria [...]

Se trata, en cualquier caso, de rasgos extralingüísticos que pueden explicar la importancia social, cultural o política que se le pueda conceder a los dialectos, pero no de rasgos que permitan poner en duda el carácter de sistemas lingüísticos plenos de los mismos o que puedan sustituir la evidencia lingüística que los sitúe como variedad de otra lengua o no.

## Criterios utilizados para distinguir los dialectos
Dado que cualquier dialecto lo es siempre de una lengua, es necesario manejar algún tipo de criterio para adscribir los dialectos a las lenguas que les corresponden, algo que no siempre es fácil. Históricamente, se han manejado los siguientes criterios para decidir si dos sistemas lingüísticos son dialectos de la misma lengua:
1. que, aun siendo diferentes, sean mutuamente inteligibles sin necesitar un aprendizaje previo;
2. que formen parte de un territorio políticamente unificado;
3. que posean un sistema de escritura común y compartan una tradición literaria.

El primero de estos criterios pretende tener una base lingüística objetiva, sin embargo, al ser la inteligibilidad una cuestión de grados no permite en todos los casos una clasificación adecuada de los dialectos. Por el contrario, el segundo criterio es de tipo político más que lingüístico, mientras que el tercero se refiere a factores culturales e históricos accidentales que no tienen por qué reflejar criterios lingüísticos.
Así las cosas, no existen criterios científicos universalmente aceptados para distinguir las «lenguas» de los dialectos, aunque existen varios criterios que presentan en ocasiones resultados contradictorios.

### En el uso informal
La diferencia exacta es por tanto subjetiva y extralingüística, dependiendo del marco contextual del usuario. En el uso informal se habla de dialectos y de lenguas de acuerdo con los contextos sociopolíticos. Algunas variedades de lenguaje son frecuentemente denominadas dialectos por alguna de estas razones:
- Falta de tradición escrita. No disponen de tradición o literatura escritas reconocidas (aunque hasta donde conocemos todos los grupos humanos han poseído literatura oral).
- Factores políticos:
  - Los hablantes no tienen un estado o nación propios. Este criterio de carácter extralingüístico se ha resumido irónicamente diciendo que «una “lengua” es un “dialecto” con un ejército y una marina», frase acuñada originalmente por Max Weinreich.
  - Otras veces el término dialecto es usado intencionalmente para no reconocer derechos políticos, lingüísticos o rebajar el estatus de cierta comunidad o la variedad que habla.
- Falta de prestigio. La variedad carece de prestigio o reconocimiento, bien porque es hablado por un número reducido de personas, o con bajo nivel de renta o son miembros de culturas preestatales consideradas «inferiores» o «primitivas». Sin embargo, todas las lenguas naturales usadas en la comunicación son prácticamente idénticas en complejidad y con criterios exclusivamente lingüísticos no puede decirse que existan lenguas «incorrectas» o «primitivas», en ningún sentido.
- Falta de autonomía. No se considera que existe o hay suficientes diferencias gramaticales con respecto de otra variedad reconocida como dominante. Igualmente hay una tendencia a clasificar como dialecto a las variedades que difieren de una variedad estandarizada casi exclusivamente en rasgos fonéticos o de vocabulario.

El criterio de inteligibilidad mutua tampoco es una buena guía para predecir cuándo una variedad será calificada de dialecto o de lengua. Lo que comúnmente se llama idioma chino tiene diversos dialectos principales, como el chino mandarín y el chino cantonés, los cuales no son inteligibles entre sí, pero aun así se los califica de dialectos de la misma lengua; en este caso se aduce que el sistema de escritura es común. Por el contrario, el sueco, el noruego y el danés son consideradas lenguas independientes y no dialectos, aun cuando sus hablantes se comunican entre sí con poca dificultad. A esto hay que agregar que muchos idiomas nativos americanos no se consideran lenguas, sino dialectos, por una discriminación tradicional, en que se considera lenguas a las formas europeas y dialectos a las americanas. Sin embargo, el náhuatl es una lengua, en tanto que el náhuatl de Cholula, el náhuatl del sur de Veracruz o el náhuatl del norte de Puebla son algunas de sus variantes dialectales. Esto mismo puede aplicarse a otras lenguas americanas como el quechua, el maya yucateco, el aymara o el otomí.
La sociolingüística moderna considera que el estado de la lengua no está solamente determinado por criterios lingüísticos, sino que también es el resultado de un desarrollo histórico y político. El romanche fue reconocido como lengua al desarrollar su propia escritura, a pesar de ser muy cercano a los dialectos alpinos del lombardo. Un caso contrario es el del idioma chino, cuyas variantes son generalmente consideradas dialectos y no lenguas, a pesar de que los hablantes no puedan entenderse entre ellos, porque comparten una escritura común.